# Julius Frauenstädt
Christian Martin Julius Frauenstädt, född den 17 april 1813 i Bojanawo i provinsen Posen, död den 13 januari 1879 i Berlin, var en tysk filosof.
Frauenstädt studerade teologi och filosofi i Berlin, blev 1844 lärare hos furst Sayn-Wittgenstein samt bosatte sig 1848 i Berlin, där han levde som privatlärd och höll enskilda föreläsningar. 
Franenstädt var en av Arthur Schopenhauer första lärjungar och blev arvinge till hans efter lämnade skrifter varifrån han utgav Briefe über die Schopenhauersche Philosophie (1854) och Aus Schopenhauers handschriftlichem Nachlass (1864). Efter Schopenhauser egen plan utgav han även den första samlade upplagan av dennes verk (6 band, 1873-74) och därutöver Schopenhauer-Lexicon (2 band, 1871).
På vissa punkter, särskilt inom etiken, avviker han dock från sin mästare, särskilt i Neue Briefe über die Schopenhauersche Philosophie (1876). 
Efter Schopenhauers död utgav Frauenstädt enligt dennes uppdrag och plan hans Werke (6 band, 1873-74); därjämte utgav han nya upplagor av flera bland Schopenhauers skrifter samt redigerade en del av dennes efterlämnade skrifter samt brev och fragment. 
Dessutom utgav han ett Schopenhauer-lexikon (1871). I den tyska materialismstriden deltog Frauenstädt genom Der Materialismus, seine Wahrheit und seine Irrthum (1856).